# Александрово (област Велико Търново)
 За останалите български села с това име вижте Александрово.  
Алексàндрово е село в Северна България, община Свищов, област Велико Търново.

## География
Село Александрово се намира на около 45 km север-северозападно от областния център град Велико Търново и около 19 km юг-югоизточно от общинския център град Свищов. Разположено е в Средната Дунавска равнина. Покрай източния му край тече Студена река – приток на река Янтра, водещ началото си от село Сломер.
Преминаващият през селото третокласен републикански път III-405 води на север през близкото село Алеково към Свищов, а на юг – след връзка при село Горна Студена с първокласния републикански път I-3, през село Караисен и град Павликени към връзка с първокласния републикански път I-4.
Надморската височина при църквата „Свети Архангел Михаил“ и сградата на кметството е около 71 m.
Землището на село Александрово граничи със землищата на: село Алеково на север и изток; село Вързулица на югоизток; село Горна Студена на юг; село Козловец на северозапад.
Населението на село Александрово, наброявало 695 души при преброяването към 1934 г. и 766 към 1946 г., намалява постепенно до 162 (по служебен документ на НСИ от 31.12.2023 г.) към 2023 г.
Етническите групи в селото според преброяването на населението през 2011 г. имат следните численост и дял:
|                     | Численост | Дял (в %) |
| Общо                | 218       | 100,00    |
| Българи             | 170       | 77,98     |
| Турци               | 10        | 4,58      |
| Цигани              | 8         | 3,66      |
| Други               | 0         | 0,00      |
| Не се самоопределят | 0         | 0,00      |
| Неотговорили        | 29        | 13,30     |

## История
Селото с тогавашно име Мидхат паша кьой е в България от 1878 г., след Освобождението. Преименувано е на Александрово през 1881 г.
Село Мидхат паша кьой, срещано и като Мидхаткево, е отбелязано в турски документи и като Черкез кьой. Предполага се, че е заселено към средата на 19-ти век, когато Мидхат паша извършва реформи в този район и се заселват черкези. По-късно от Габровския балкан се заселват около 14 къщи с българи, а черкезите напускат. След Освобождението се настаняват и преселници от Мала Азия и от Ботевградско, както и от съседни села. Името Александрово е дадено в чест на минаването на цар Александър II от тук по време на Руско-турската oсвободителна война.
Църквата „Свети Архангел Михаил“ в село Александрово е построена през 1910 г.
Читалище „Наука и възпитание“ в село Александрово е създадено през 1924 г. През 2009 г. на законово основание към наименованието му е добавена годината на неговото първоначално създаване и то става „Наука и възпитание 1924“.

## Обществени институции
Село Александрово към 2024 г. е център на кметство Александрово.
В село Александрово към 2024 г. има:
- действащо читалище „Наука и възпитание 1924“;[11]
- православна църква „Свети Архангел Михаил“;[12]
- пощенска станция.[13]